# Efraín Juárez
Efraín Juárez Valdéz (ur. 22 lutego 1988 w mieście Meksyk) – meksykański piłkarz występujący na pozycji prawego obrońcy, reprezentant Meksyku, trener piłkarski, od 2025 roku prowadzi Pumas UNAM.

## Kariera klubowa
Juárez pochodzi ze stołecznego miasta Meksyk i jako trzynastolatek zaczął uczęszczać do akademii juniorskiej tamtejszego klubu Pumas UNAM. Sporą sławę i zainteresowanie ze strony europejskich klubów zyskał w 2005 roku po zdobyciu z juniorską reprezentacją tytułu mistrzostwa świata. Wówczas także został włączony przez szkoleniowca Miguela Españę do treningów pierwszego zespołu Pumas; nie zdołał jednak w nim zadebiutować, gdyż już jako osiemnastolatek wraz ze swoim rodakiem Jorge Hernándezem podpisał kontrakt z FC Barcelona. Ze względu na przekroczony przez klub limit obcokrajowców oboje nie mogli jednak występować w trzecioligowych rezerwach katalońskiego giganta i formalnie pozostawali zawodnikami filii Barcelony – piątoligowej ekipy Barbate CF. Po upływie półtora roku opuścił Barcelonę i przez kilka miesięcy przebywał na testach w kilku europejskich drużynach – między innymi w angielskim Evertonie, greckim AEK Ateny i kilku drużynach z ligi szwajcarskiej. Nie znalazł jednak zatrudnienia w żadnym z tych klubów.
Ostatecznie w styczniu 2008 Juárez powrócił do swojego macierzystego Pumas UNAM, gdzie od razu dołączył do seniorskiej drużyny i zadebiutował w niej w rozgrywkach kwalifikacyjnych do Copa Libertadores – InterLidze. Przez pierwsze pół roku występował jednak wyłącznie w drugoligowych rezerwach klubu – Pumas Morelos i dopiero potem na stałe został włączony do pierwszego zespołu. W meksykańskiej Primera División zadebiutował za kadencji trenera Ricardo Ferrettiego, 27 lipca 2008 w wygranym 2:0 spotkaniu z Necaxą i mimo młodego wieku od razu wywalczył sobie pewne miejsce w wyjściowej jedenastce, wygrywając rywalizację z bardziej doświadczonym Fernando Espinosą. Już kilka miesięcy później, w wiosennym sezonie Clausura 2009, zdobył z Pumas tytuł mistrza Meksyku, będąc czołowym prawym obrońcą ligi meksykańskiej i kluczowym zawodnikiem prowadzonej przez Ferrettiego drużyny. Ogółem w barwach Pumas spędził dwa lata.
Latem 2010 Juárez za sumę 2,5 miliona euro przeszedł do szkockiego klubu Celtic FC, podpisując z nim czteroletni kontrakt. Został tym samym pierwszym Meksykaninem w historii ligi szkockiej. W ekipie z Glasgow pierwszy mecz rozegrał w lipcu 2010 w trzeciej rundzie kwalifikacyjnej Ligi Mistrzów UEFA ze Sportingiem Braga (0:3), natomiast w Scottish Premier League zadebiutował 14 sierpnia 2010 w wygranym 1:0 meczu z Inverness Caledonian Thistle. W sezonie 2010/2011 zdobył z Celtikiem wicemistrzostwo kraju, wywalczył Puchar Szkocji oraz dotarł do finału Pucharu Ligi, jednak pełnił niemal wyłącznie rolę rezerwowego dla Marka Wilsona. Bezpośrednio po tym został ściągnięty przez swojego rodaka Javiera Aguirre na wypożyczenie do hiszpańskiego Realu Saragossa, w którego barwach 28 sierpnia 2011 w przegranym 0:5 pojedynku z Realem Madryt zadebiutował w Primera División. Premierowego gola strzelił natomiast 22 września tego samego roku w przegranym 3:4 spotkaniu z Betisem. Podstawowym piłkarzem Saragossy był aż do odejścia Aguirre z klubu; kolejny trener – Manolo Jiménez – nie widział dla niego miejsca w składzie, a w styczniu 2012 roczne wypożyczenie zawodnika zostało skrócone.
W lipcu 2012 Juárez powrócił do ojczyzny, zostając piłkarzem stołecznego Club América. Zaledwie miesiąc później, w jednym z meczów krajowego pucharu, doznał złamania ręki w łokciu, przez co musiał pauzować przez kilka tygodni i na stałe stracił miejsce w pierwszym składzie. W sezonie Clausura 2013 zdobył z zespołem prowadzonym przez Miguela Herrerę swoje drugie mistrzostwo Meksyku, jednak zaledwie trzykrotnie pojawił się na boisku, będąc wyłącznie rezerwowym dla Paula Aguilara. Przez cały pobyt w Américe notował jedynie sporadyczne występy, wobec czego już po roku udał się na wypożyczenie do drużyny CF Monterrey. Tam z kolei został podstawowym defensorem zespołu i w 2013 roku wziął z nim udział w Klubowych Mistrzostwach Świata, zajmując na nich piąte miejsce. Pierwszą bramkę w lidze meksykańskiej strzelił natomiast 27 kwietnia 2014 w wygranym 1:0 spotkaniu z Guadalajarą, a po upływie roku dołączył do Monterrey na zasadzie transferu definitywnego. W sezonie Clausura 2016 wywalczył z nim wicemistrzostwo Meksyku.

## Kariera reprezentacyjna
W kwietniu 2005 Juárez został powołany przez Jesúsa Ramíreza do reprezentacji Meksyku U-17 na Mistrzostwa Ameryki Północnej U-17. Tam był podstawowym zawodnikiem swojej drużyny i wystąpił we wszystkich trzech spotkaniach w pełnym wymiarze czasowym, zdobywając gola z rzutu karnego w konfrontacji z Hondurasem (3:0), zaś jego kadra, będąca wówczas współgospodarzem turnieju, zanotowała komplet zwycięstw i zajęła pierwsze miejsce w swojej grupie. Pięć miesięcy później znalazł się w składzie na Mistrzostwa Świata U-17 w Peru, gdzie również miał niepodważalne miejsce na prawej obronie i rozegrał wszystkie sześć możliwych meczów w wyjściowym składzie. Strzelił również bramkę w wygranym po dogrywce ćwierćfinałowym pojedynku z Kostaryką (3:1), w którym uprzednio zdobył również gola samobójczego. Meksykanie, określani wówczas mianem „złotej generacji” i posiadający w składzie graczy takich jak Héctor Moreno, Giovani dos Santos czy Carlos Vela, zdobyli wówczas tytuł młodzieżowych mistrzów świata, pokonując w finale Brazylię (3:0).
W styczniu 2007 Juárez w barwach reprezentacji Meksyku U-20, również prowadzonej przez Ramíreza, wziął udział w Mistrzostwach Ameryki Północnej U-20, podczas których wystąpił w dwóch z trzech możliwych meczów, zaś jego zespół zajął wówczas pierwsze miejsce w liczącej cztery drużyny grupie z bilansem dwóch zwycięstw i remisu. Po upływie pięciu miesięcy został powołany na Mistrzostwa Świata U-20 w Kanadzie. Tam również pełnił rolę podstawowego zawodnika kadry i rozegrał wszystkie cztery spotkania od pierwszej do ostatniej minuty, zaś Meksykanie odpadli ze światowego czempionatu w ćwierćfinale po porażce z Argentyną (0:1).
W seniorskiej reprezentacji Meksyku Juárez zadebiutował za kadencji selekcjonera Javiera Aguirre, 28 czerwca 2009 w zremisowanym 0:0 meczu towarzyskim z Gwatemalą. Kilka dni później został powołany na Złoty Puchar CONCACAF, gdzie był podstawowym graczem swojej kadry i wystąpił w czterech z sześciu możliwych spotkań, natomiast jego drużyna triumfowała ostatecznie w tych rozgrywkach, pokonując w finale USA (5:0). W tamtym czasie występował również w eliminacjach do Mistrzostw Świata 2010, podczas których zanotował cztery mecze. W 2010 roku znalazł się w ogłoszonym przez Aguirre składzie na Mistrzostwa Świata w RPA. Na południowoafrykańskich boiskach miał pewne miejsce w linii defensywy i rozegrał trzy z czterech spotkań (wszystkie w wyjściowym składzie) – w fazie grupowej z RPA (1:1) i Francji (2:0) oraz w 1/8 finału z Argentyną (1:3), po którym Meksykanie odpadli z mundialu.
W 2011 roku Juárez został powołany przez José Manuela de la Torre na kolejny Złoty Puchar CONCACAF, podczas którego pełnił rolę kluczowego zawodnika swojej reprezentacji, rozgrywając wszystkie sześć meczów od pierwszej do ostatniej minuty, a ponadto 5 czerwca 2011 w wygranym 5:0 spotkaniu fazy grupowej z Salwadorem strzelił swojego premierowego gola w kadrze narodowej. Jego zespół po raz drugi z rzędu wygrał natomiast rozgrywki Złotego Pucharu, ponownie jak przed dwoma laty wygrywając w finale z USA (4:2).

## Statystyki kariery

### Klubowe
| UNAM           | 2007–2008 | Meksyk    | Liga MX          | 0   | 0  | 2  | 0         | –                    | –  | –   | 2   | 0 |
| UNAM           | 2008–2009 | Meksyk    | Liga MX          | 41  | 0  | –  | –         | LMC                  | 2  | 1   | 43  | 1 |
| UNAM           | 2009–2010 | Meksyk    | Liga MX          | 25  | 0  | –  | –         | LMC                  | 4  | 0   | 29  | 0 |
| Celtic F.C.    | 2010–2011 | Szkocja   | SPL              | 13  | 0  | 3  | 0         | LMU + LE             | 4  | 2   | 20  | 2 |
| Real Saragossa | 2011–2012 | Hiszpania | Primera División | 15  | 1  | 1  | 0         | –                    | –  | –   | 16  | 1 |
| Club América   | 2012–2013 | Meksyk    | Liga MX          | 6   | 0  | 10 | 0         | –                    | –  | –   | 16  | 0 |
| Monterrey      | 2013–2014 | Meksyk    | Liga MX          | 22  | 1  | 8  | 1         | KMŚ                  | 2  | 0   | 32  | 2 |
| Monterrey      | 2014–2015 | Meksyk    | Liga MX          | 18  | 0  | 12 | 0         | –                    | –  | –   | 30  | 0 |
| Monterrey      | 2015–2016 | Meksyk    | Liga MX          | 26  | 1  | 7  | 1         | –                    | –  | –   | 33  | 2 |
| Monterrey      | 2016–2017 | Meksyk    | Liga MX          | 0   | 0  | –  | –         | LMC                  | 0  | 0   | 0   | 0 |
| Ogółem         |           |           |                  |     |    |    |           |                      |    |     |     |   |
| Meksyk         | Meksyk    | Meksyk    | 138              | 2   | 39 | 2  | LMC + KMŚ | 8                    | 1  | 185 | 5   |   |
| Szkocja        | Szkocja   | Szkocja   | 13               | 0   | 3  | 0  | LMU + LE  | 4                    | 2  | 20  | 2   |   |
| Hiszpania      | Hiszpania | Hiszpania | 15               | 1   | 1  | 0  | –         | –                    | –  | 16  | 1   |   |
| Ogółem         | Ogółem    | Ogółem    | Ogółem           | 166 | 3  | 43 | 2         | LMC + LMU + LE + KMŚ | 12 | 3   | 221 | 8 |

- LMC – Liga Mistrzów CONCACAF
- LMU – Liga Mistrzów UEFA
- LE – Liga Europy UEFA
- KMŚ – Klubowe Mistrzostwa Świata

### Reprezentacyjne
| Meksyk | Meksyk | 2009   | 1  | 0 | 4 | 0 | ZP      | 4  | 0 | 9  | 0 |
| Meksyk | Meksyk | 2010   | 13 | 0 | – | – | MŚ      | 3  | 0 | 16 | 0 |
| Meksyk | Meksyk | 2011   | 7  | 0 | – | – | ZP      | 6  | 1 | 13 | 1 |
| Meksyk | Meksyk | 2012   | 1  | 0 | – | – | –       | –  | – | 1  | 0 |
| Ogółem | Ogółem | Ogółem | 22 | 0 | 4 | 0 | ZP + MŚ | 13 | 1 | 39 | 1 |

- ZP – Złoty Puchar CONCACAF
- MŚ – Mistrzostwa Świata